# Байтерек (Аксуський район)
Байтере́к (каз. Ақсу) — село у складі Аксуського району Жетисуської області Казахстану. Входить до складу Аксуський сільського округу.
Населення — 73 особи (2021; 170 у 2009, 295 у 1999, 408 у 1989).

## Історія
У радянські часи село було частиною села Аксу, до 2010 року називалось Казсільхозтехніка.